# Abbazia di Santo Stefano in Rivomaris
L'abbazia di Santo Stefano in Rivomaris è un'abbazia in rovina in località Santo Stefano, presso Casalbordino in provincia di Chieti.
L'abbazia è una delle più antiche dell'Abruzzo, fondata dai monaci benedettini e dipendente inizialmente dall'abbazia di Farfa, era posta in un promontorio di guardia sull'Adriatico. La fonte principale sulla storia del cenobio è il Chronicon di Santo Stefano, del XII secolo, trascritto nel Settecento da Pietro Pollidori.

## Storia
La chiesa originaria, chiamata anche "Santo Stefano in Rivomare" o "Santo Stefano di Rivomare", risale al periodo compreso tra la metà del V ed il VI secolo e venne costruita su una diramazione della Via Flaminia che da Ancona conduceva a Brindisi all'interno del territorio del municipio di Histonium.
Alla fine del X secolo vi è attestata una comunità di monaci benedettini protetta da Trasmondo II conte di Chieti.
Nel 1060 il normanno Ugo detto Malmozzetto, uno dei generali di Roberto il Guiscardo, lo saccheggia e comincia da qui la sua conquista del contado teatino, come narrato nella Cronaca dello stesso Monastero.
Nel 1081 i Normanni Roberto di Loritello e suo fratello Drogone donano al Monastero il cimitero paleocristiano di S. Comizio di Pallano, ancora in uso e forse oggetto di pellegrinaggi religiosi.
Nel 1096 il Conte dei Conti Roberto II di Loritello, figlio di Roberto di Loritello a cui succede in questo anno a seguito della sua morte, conferma all'Abbazia tutti i beni che le aveva donato il padre.
Nel 1257 l'abbazia fu annessa all'abbazia cistercense di Santa Maria d'Arabona. In quest'epoca l'abbazia svolgeva anche un ruolo di cimitero come attestano alcune sepolture rinvenute in una delle navate. Nel Cinquecento i Turchi invasero l'Abruzzo e anche l'abbazia fu colpita, e distrutta in maniera così violenta che non verrà più riportata agli antichi splendori.
Nel XVIII secolo l'abate e storico locale Pietro Pollidori scrisse delle memorie manoscritte sui Frentani e avrebbe in queste trascritto una antica Cronaca storica del monastero che va dal IX al XII secolo. Negli anni '90 del Novecento furono compiuti scavi archeologici presso il sito, rinvenendo un antico pavimento a mosaico presso la navata maggiore. 
Attualmente l'abbazia versa in uno stato di rudere.

## Descrizione

### La chiesa
Il complesso abbaziale era composto di una chiesa a tre navate separate da colonnati con un'abside e pastofori laterali con pavimentazione a mosaico. La zona presbiteriale è separata dall'abside mediante un gradino.

#### Il mosaico
Il mosaico è caratterizzato da motivi geometrici e compositi (cornici con archetti intrecciati, nodi salomonici, pelte contrapposte) ed è caratterizzata da elementi vegetali stilizzati (foglie cuoriformi e viticci). Il mosaico è strutturato in suddivisioni rettangolari tranne per un riquadro con tasselli mancanti in cui è raffigurato una testa di cervo. Dalle zone rimaste intatte si può intendere che il mosaico raffigurasse scene del Salmo 42.2. La pianta raffigurata nel mosaico a forma di vite rappresenterebbe l'albero della vita e quindi inerente all'Eden ed il cervo viene identificato con un fedele anelante dopo il battesimo.

### Il monastero
Il monastero versa nello stato di rudere. Attualmente sono visibili dei resti di mura realizzate con ciottoli di fiume. Accanto al monastero vi era l'antico edificio paleocristiano trasformato in piccola chiesa entro la navata centrale della prima basilica e dotata di piccola abside.